# Comté de Tama
Le comté de Tama est un comté de l'État de l'Iowa, aux États-Unis.